# Trissonchulus oceanus
Trissonchulus oceanus är en rundmaskart som beskrevs av Nathan Augustus Cobb 1020. Trissonchulus oceanus ingår i släktet Trissonchulus och familjen Ironidae. Inga underarter finns listade i Catalogue of Life.